# 1921年波斯政变
1921年波斯政變（英格蘭語：1921 Persian coup d'état）波斯稱為1299年埃斯凡德月政變（波斯語：کودتای ۳ اسفند ۱۲۹۹，取自太陽回曆），是1921年2月22日（太陽回曆1299年埃斯凡德月3日）由波斯哥薩克旅領袖禮薩·沙阿·巴勒維在卡扎爾波斯崇高國發起的一場政治事變。在這場政變中，領袖禮薩·沙阿·巴勒維領導的哥薩克旅推翻了卡扎爾王朝的統治，禮薩·沙阿·巴勒維被擁戴為波斯沙阿，伊朗帝國成立，巴勒維王朝世襲統治開始。